# Aulus Juni Rufí
Aulus Juni Rufí (llatí: Aulus Junius Rufinus) va ser un magistrat romà. Formava part de la gens Júnia i era germà de Marc Juni Rufí Sabinià, cònsol l'any 155.
Va ser nomenat cònsol de Roma l'any 153 junt amb Gai Bruci Present.